# شهرك نصر (مقاطعة دهلران)
شهرك نصر (بالفارسية: شهرک نصر) هي قرية تقع في قسم دشت عباس الريفي (مقاطعة دهلران) في إيران. يقدر عدد سكانها بـ 393 نسمة بحسب إحصاء 2016.